# Fåsjön
Fåsjön är en sjö i Lindesbergs kommun och Nora kommun i Västmanland och ingår i Norrströms huvudavrinningsområde. Sjön är 20 meter djup, har en yta på 10,6 kvadratkilometer och är belägen 87 meter över havet. Vid provfiske har bland annat abborre, braxen, gers och gädda fångats i sjön.

## Delavrinningsområde
Fåsjön ingår i det delavrinningsområde (660833-145305) som SMHI kallar för Utloppet av Fåsjön. Medelhöjden är 132 meter över havet och ytan är 46,91 kvadratkilometer. Räknas de 25 avrinningsområdena uppströms in blir den ackumulerade arean 523,29 kvadratkilometer. Dyltaån (Bornsälven) som avvattnar avrinningsområdet har biflödesordning 3, vilket innebär att vattnet flödar genom totalt 3 vattendrag innan det når havet efter 224 kilometer. Avrinningsområdet består mestadels av skog (64 procent). Avrinningsområdet har 12,01 kvadratkilometer vattenytor vilket ger det en sjöprocent på 16,1 procent.

## Fisk
Vid provfiske har följande fisk fångats i sjön:
- Abborre
- Braxen
- Gärs
- Gädda
- Lake
- Löja
- Mört
- Nors
- Siklöja
- Gös